# Baden-Rodenheim
Baden-Rodenheim fou un marcgraviat del Sacre Imperi Romanogermànic.
Va sorgir el 1575 per partició de la línia de Baden-Rodemachern a la mort de Cristòfol II el 1575. Rodenheim va correspondre al segon fill Felip III, però va morir el 1620 sense fills i va passar a la branca germana de Baden-Rodemachern.

## Marcgravis
- Felip III 1575-1620